# トム・ブライス
トーマス・ロバート・ブライス（Thomas Robert "Tom" Brice, 1981年8月24日 - ）は、オーストラリア南オーストラリア州ウッドビル出身のプロ野球選手（外野手）。左投左打。「日豪親善 野球日本代表最終強化試合」では「トム・ブライズ」と表記された。台湾球界での登録名は「湯姆」。

## 経歴
2002年のMLBドラフトにて、シカゴ・ホワイトソックスから24巡目で指名され入団。同年から2005年まで傘下のマイナーチームでプレー。一塁手として出場することもあった。
2004年に、アテネオリンピックにおける野球競技でオーストラリア代表に選出された。
2006年開幕前の3月に、この年から開催される事となったワールド・ベースボール・クラシック(WBC)のオーストラリア代表に選出された。
同年は、独立リーグであるアメリカン・アソシエーションのセントポール・セインツでプレーした後、台湾の野球リーグである中華職業棒球大聯盟の誠泰コブラズに入団した。同年は、投手として1試合出場経験があり、146kmを記録した（1 2/3イニング、防御率21.60）。
2007年は、日本の独立リーグである四国アイランドリーグの香川オリーブガイナーズに入団した。
同年は19試合に出場した。
オフの11月には、「日豪親善 野球日本代表最終強化試合」のオーストラリア代表に選出された。
2008年は、4月に5試合に出場したが、腰痛で体調を崩して6月に帰国。療養に当たっていたが、9月4日付で「コンディションが回復せず、今シーズンの出場が難しい」との理由で本人の希望により退団した。
2010年冬季には、同年から開始した母国の野球リーグであるオーストラリアン・ベースボールリーグのアデレード・バイトに入団した。
2011年は、オランダの野球リーグであるホーフトクラッセのDOORネプテューヌスに入団しら。同年限りで、退団した。オフの11月には、前年同様にアデレード・バイトでプレーした。
2013年は、チェコ共和国の野球リーグであるチェコ・エクストラリーガのAVGドラッシ・ブルノに入団した。同年限りで、退団した。
2014年オフに、2シーズン振りにアデレード・バイドでプレーした。

## 詳細情報

### 年度別打撃成績
| 年 度     | 球 団     | 試 合 | 打 席 | 打 数 | 得 点 | 安 打 | 二 塁 打 | 三 塁 打 | 本 塁 打 | 塁 打 | 打 点 | 盗 塁 | 盗 塁 死 | 犠 打 | 犠 飛 | 四 球 | 敬 遠 | 死 球 | 三 振 | 併 殺 打 | 打 率 | 出 塁 率 | 長 打 率 | O P S |
| --------- | --------- | ----- | ----- | ----- | ----- | ----- | -------- | -------- | -------- | ----- | ----- | ----- | -------- | ----- | ----- | ----- | ----- | ----- | ----- | -------- | ----- | -------- | -------- | ----- |
| 2006      | 誠泰      | 60    | 249   | 222   | 21    | 63    | 10       | 1        | 5        | 90    | 29    | 6     | 5        | 0     | 2     | 17    | 1     | 7     | 39    | 6        | .284  | .353     | .405     | .758  |
| CPBL：1年 | CPBL：1年 | 60    | 249   | 222   | 21    | 63    | 10       | 1        | 5        | 90    | 29    | 6     | 5        | 0     | 2     | 17    | 1     | 7     | 39    | 6        | .284  | .353     | .405     | .758  |

### 独立リーグでの打撃成績
以下の数値は四国アイランドリーグplusウェブサイト掲載の各シーズン選手成績による。
| 年 度     | 球 団     | 打 率 | 試 合 | 打 席 | 打 数 | 得 点 | 安 打 | 二 塁 打 | 三 塁 打 | 本 塁 打 | 打 点 | 三 振 | 四 球 | 死 球 | 犠 打 | 犠 飛 | 盗 塁 | 長 打 率 | 出 塁 率 |
| --------- | --------- | ----- | ----- | ----- | ----- | ----- | ----- | -------- | -------- | -------- | ----- | ----- | ----- | ----- | ----- | ----- | ----- | -------- | -------- |
| 2007      | 香川      | .344  | 19    | 67    | 61    | 8     | 21    | 3        | 0        | 2        | 15    | 9     | 3     | 1     | 0     | 2     | 1     | .492     | .373     |
| 2008      | 香川      | .529  | 5     | 18    | 17    | 7     | 9     | 3        | 0        | 2        | 12    | 1     | 0     | 0     | 0     | 1     | 0     | 1.059    | .500     |
| 通算：2年 | 通算：2年 | .385  | 24    | 85    | 78    | 15    | 30    | 6        | 0        | 4        | 27    | 10    | 3     | 1     | 0     | 3     | 1     | .615     | .400     |

### 背番号
- 38 (2006年)
- 21 (2007年 - 2008年)

### 代表歴
- 2004年アテネオリンピックの野球競技・オーストラリア代表
- 2006 ワールド・ベースボール・クラシック・オーストラリア代表